# 福島安正
福島 安正（ふくしま やすまさ、嘉永5年9月15日（1852年10月27日） - 1919年（大正8年）2月19日）は、日本の陸軍軍人。最終階級は陸軍大将。男爵。萩野末吉に続く情報将校。10カ国語以上に通じ、軍部第一の地理学者・語学者と称賛された。

## 経歴
嘉永5年（1852年）、信濃国松本城下（現・長野県松本市）に松本藩士（下級）・福島安広の長男として生まれる。幼名は金重太郎。3歳の時、母が死去。慶応3年（1867年）、江戸に出て講武所教師・旗本鈴木邦三郎の家塾で学ぶ傍ら、鼓笛及び喇叭を他所で習い、明治元年（1868年）3月に和蘭式軍鼓撃方の免状を得た。まもなく、官軍に従い越後口（北越戦争）へ向かう松本藩兵として従軍した父の要請で帰藩。狙撃隊に所属する傍ら、松本を通過する官軍各藩の宿営に赴き鼓笛を学び、4藩の楽譜を折衷して松本藩楽隊制を考案、推挙され藩校の総世話役に抜擢された。
明治元年中、藩主戸田光則に随従して上京した際、開成学校で英学を学ぶも中途で藩主に従い帰藩。改めて提出した遊学願が認められ、給費留学生として開成学校に通いながら、明治2年（1869年）には瓜生三寅の家塾、明治4年（1871年）には早稲田の北門社、次いで蘭疇社でも英学を学んだ。
廃藩置県により藩の学資支給が打ち切られたため、新暦1873年（明治6年）初めから、日新真事誌社で翻訳に従事、次いで勧学義塾で英語教員、大蔵官僚宅では家庭教師を務め糊口を凌ぐなか、縁故から司法卿江藤新平宅の家庭教師となり、同年4月には司法省十三等出仕に補せられた（明法寮翻訳課）。語学力を買われ、1874年（明治7年）9月に文官として陸軍省へ移る。1876年（明治9年）7月から10月までアメリカ合衆国に出張。フィラデルフィア万国博覧会へ西郷従道に随行。1877年（明治10年）の西南戦争では征討軍筆記生として従軍し、山縣有朋の伝令使を務めた。
1878年（明治11年）5月、陸軍士官登用試験に合格し、陸軍中尉となる。同年12月、参謀本部長伝令使に就任。1879年（明治12年）3月、陸軍教導団歩兵大隊付となり、同年12月、参謀本部管西局員に異動。中国、朝鮮などを実地調査し、1883年（明治16年）2月、陸軍大尉に昇進。同年6月、清国公使館付となる。
1884年（明治17年）11月、参謀本部管西局員兼伝令使に就任。1885年（明治18年）2月から4月まで、天津条約の交渉に随員として陪席する。陸軍大学校でドイツから来日したメッケルに学ぶ。1886年（明治19年）にはインド、ビルマ方面を視察の上、翌1887年（明治20年）に陸軍少佐に昇進。ドイツのベルリン公使館に駐在、公使の西園寺公望とともに情報分析を行い、ロシアのシベリア鉄道敷設の情報などを報告する。
1892年（明治25年）、帰国に際し、冒険旅行という口実でシベリア単騎行を行い、ポーランドからロシアのペテルブルク、エカテリンブルクから外蒙古、イルクーツクから東シベリアまでの約1万8千キロを1年4ヶ月をかけて馬で横断し、実地調査を行う。この旅行が一般に「シベリア単騎横断」と呼ばれるものである。その後もバルカン半島やインドなど各地の実地調査を行い、現地情報を参謀次長の川上操六らに報告する。この功績で勲三等を受勲している。
1893年（明治26年）2月、陸軍中佐に進級。1894年（明治27年）6月、京城公使館付となる。同年8月、第一軍参謀として日清戦争に出征。
1895年（明治28年）3月、陸軍大佐に昇進。同年9月、参謀本部編纂課長となり、欧州・アジア旅行、参謀本部第3部長、同第2部長を歴任。

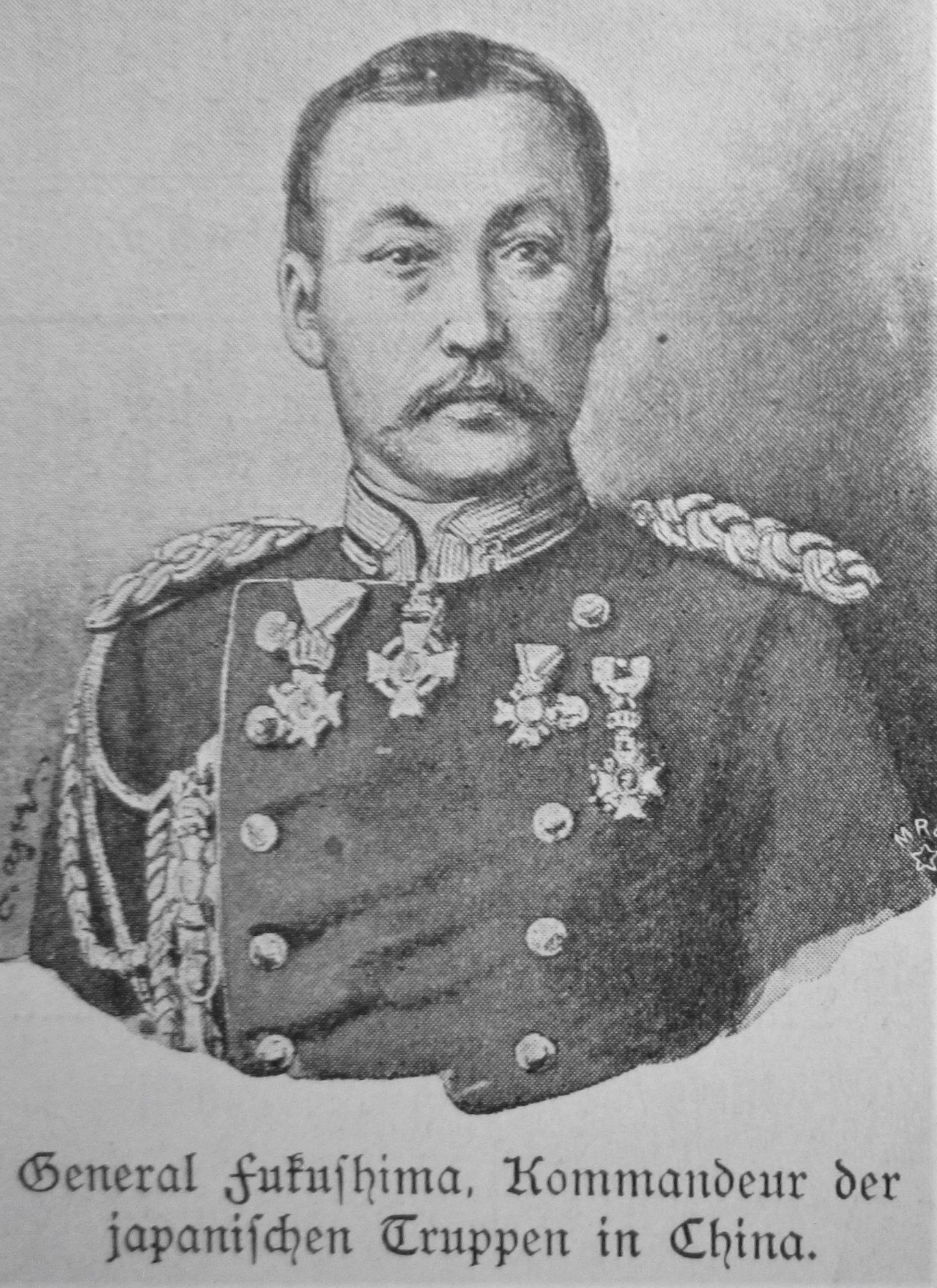
臨時派遣隊司令官当時の肖像画

明治33年（1900年）4月、陸軍少将に進級し西部都督部参謀長を兼務。同年6月、義和団事件鎮圧の為、臨時派遣隊司令官として清国に派遣された。同年9月から翌年6月まで、北清連合軍総司令官幕僚として作戦会議で司会を務め、英、独、仏、露、北京官語を駆使して調停役となる。1902年（明治35年）5月から11月までイギリスに出張。
1904年（明治37年）2月、大本営参謀に就任し、同年6月からの日露戦争では満州軍総司令部参謀として、それまでの経験を活かして諜報部において手腕を振るう。特に、満州馬賊を率いて戦った「遼西特別任務班」「満州義軍」の総指揮を行ったことは、一般にあまり知られていない。
1906年（明治39年）4月、参謀本部次長に就任し、同年7月、陸軍中将に進級。1907年（明治40年）9月、軍功により男爵を叙爵し華族となる。1908年（明治41年）12月、参謀次長（名称変更）に発令され、1912年（明治45年）4月に関東都督に就任。
1914年（大正3年）9月15日、陸軍大将に進級と同時に後備役となり、同年11月、帝国在郷軍人会副会長に就任。最晩年には「剛健主義」を掲げ全国騎馬旅行などをして過ごす。
1919年（大正8年）、東京市郊外の高田村（現、豊島区雑司が谷附近）の自宅で死去。享年67。墓所は東京都港区の青山霊園。

## 栄典
位階
- 1890年（明治23年）7月3日 - 従六位[8]
- 1893年（明治26年）4月11日 - 正六位[9]
- 1895年（明治28年）11月15日 - 従五位[10]
- 1900年（明治33年）7月10日 - 正五位[11]
- 1905年（明治38年）7月20日 - 従四位[12]
- 1910年（明治43年）8月10日 - 正四位[13]
- 1913年（大正2年）8月20日 - 従三位[14]
- 1914年（大正3年）9月30日 - 正三位[15]
- 1919年（大正8年）2月19日 - 従二位[16]

爵位
- 1907年（明治40年）9月21日 - 男爵[17]

勲章等
| 受章年                     | 略綬 | 勲章名                 | 備考 |
| -------------------------- | ---- | ---------------------- | ---- |
| 1889年（明治22年）11月22日 |      | 勲六等瑞宝章           |      |
| 1893年（明治26年）6月26日  |      | 勲三等旭日中綬章       |      |
| 1895年（明治28年）10月18日 |      | 功四級金鵄勲章         |      |
| 1895年（明治28年）11月18日 |      | 明治二十七八年従軍記章 |      |
| 1901年（明治34年）7月19日  |      | 功三級金鵄勲章         |      |
| 1901年（明治34年）7月19日  |      | 勲二等旭日重光章       |      |
| 1902年（明治35年）5月10日  |      | 明治三十三年従軍記章   |      |
| 1906年（明治39年）4月1日   |      | 功二級金鵄勲章         |      |
| 1906年（明治39年）4月1日   |      | 明治三十七八年従軍記章 |      |
| 1907年（明治40年）11月13日 |      | 勲一等瑞宝章           |      |
| 1914年（大正3年）9月15日   |      | 旭日大綬章             |      |
| 1915年（大正4年）11月10日  |      | 大礼記念章             |      |

外国勲章佩用允許
| 受章年                     | 国籍                         | 略綬 | 勲章名                                     | 備考 |
| -------------------------- | ---------------------------- | ---- | ------------------------------------------ | ---- |
| 1889年（明治22年）11月21日 | ザクセン王国                 |      | アルブレヒト勲章コムトゥール第二級         |      |
| 1892年（明治25年）3月30日  | ドイツ帝国                   |      | 赤鷲第三等勲章                             |      |
| 1892年（明治25年）3月30日  | ベルギー王国                 |      | レオポルド第四等勲章                       |      |
| 1897年（明治30年）2月16日  | 波斯国                       |      | 獅子太陽第二等勲章                         |      |
| 1898年（明治31年）5月18日  | 大清帝国                     |      | 第三等第一双龍宝星                         |      |
| 1899年（明治32年）7月4日   | 大清帝国                     |      | 第二等第三双龍宝星                         |      |
| 1901年（明治34年）10月25日 | プロイセン王国               |      | 星章附赤鷲第二等勲章                       |      |
| 1901年（明治34年）12月5日  | オランダ王国                 |      | オラニエ＝ナッサウ勲章グロートオフィシール |      |
| 1901年（明治34年）12月25日 | ベルギー王国                 |      | レオポルド勲章グランオフィシエ             |      |
| 1902年（明治35年）1月16日  | フランス共和国               |      | レジオンドヌール勲章グラントフィシエ       |      |
| 1902年（明治35年）4月23日  | ロシア帝国                   |      | 神聖スタニスラフ剣附第一等勲章             |      |
| 1903年（明治35年）3月28日  | スペイン王国                 |      | 軍功勲章カバエロ・グランクロス             |      |
| 1903年（明治35年）3月28日  | 大清帝国                     |      | 第二等第一双龍宝星                         |      |
| 1903年（明治35年）5月9日   | イギリス帝国                 |      | 皇帝皇后両陛下戴冠記念章                   |      |
| 1903年（明治35年）5月16日  | オーストリア＝ハンガリー帝国 |      | 戦闘飾章附鉄冠第一等勲章                   |      |
| 1903年（明治35年）6月8日   | ドイツ帝国                   |      | ドイツ軍隊東亜事変記念章                   |      |
| 1903年（明治35年）7月6日   | イギリス帝国                 |      | バス勲章ナイトコマンダー                   |      |
| 1903年（明治35年）12月21日 | イタリア王国                 |      | 王冠第二等勲章                             |      |
| 1907年（明治40年）12月26日 | フランス共和国               |      | カンボジア勲章グラントフィシエ             |      |
| 1908年（明治41年）8月22日  | 大清帝国                     |      | 頭等第三双龍宝星                           |      |
| 1910年（明治43年）4月22日  | 大韓帝国                     |      | 勲一等太極章                               |      |
| 1910年（明治43年）8月20日  | ブラウンシュヴァイク公国     |      | ハインリヒ獅子公第一等勲章                 |      |
| 1914年（大正3年）6月8日    | 中華民国                     |      | 一等文虎勲章                               |      |

## 親族
- 妻 福島貞子 - 高野貞潔（幕臣）の娘
- 長男 福島正一 - 陸軍少佐
- 次男 福島次郎 - 陸軍中尉、日露戦争で戦死
- 三男 福島三郎 - 日立製作所営業部長[46]
- 四男 福島四郎 - 陸軍中佐、父の遺言により家督相続、襲爵[47]
- 五男 福島五郎 - 陸軍入り、後に伊藤と改姓[48]
- 長女 福島操子 - 園田忠雄（園田孝吉の子）と結婚

## 伝記
- 太田阿山編『福島将軍遺績』東亜協会、1941年。
- 島貫重節『福島安正と単騎シベリヤ横断』上下、原書房、1979年。
- 坂井藤雄『シベリア横断 - 福島安正大将伝』葦書房、1992年。
- 浅野晃『こころの文庫 - 福島安正』全日本家庭教育研究会。月刊ポピーの副読冊子(32p)。振り仮名付きで子ども向け。